# Kathedraal van de Ontslapenis van de Moeder Gods (Vitebsk)
De Kathedraal van de Ontslapenis van de Moeder Gods (Wit-Russisch: Свята-Успенскі кафедральны сабор) is een orthodox kerkgebouw in de Wit-Russische stad Vitebsk. De kathedraal is prachtig gelegen op een heuvel op de plek waar de Vitsba uitmondt in de Westelijke Dvina. De kathedraal werd in 1936 opgeblazen en werd recent volledig herbouwd.

## Geschiedenis
De plek waar de kathedraal staat is al zeer lang een religieuze plaats. Al voor de kerstening van het gebied stond er een heidense tempel. Het oudste document waarin vermelding wordt gemaakt van een christelijk bouwwerk op de plaats dateert van 1406. Vanaf 1743 werd op de heuvel een barok kloostercomplex gebouwd naar een ontwerp van een architect van Italiaanse afkomst. Na toetreding van Vitebsk tot het Russische Keizerrijk werden de kloostergebouwen in gebruik genomen door overheidsinstellingen en kreeg de kathedraal een ander aanzien door toevoeging van kenmerken van het classicisme en de bouw van een koepel op de centraalbouw. Tijdens de veldtocht van Napoleon naar Rusland werd de kerk in 1812 door de troepen van Napoleon geplunderd en gebruikt als ziekenhuis. In 1831 werd in de kathedraal een begrafenisdienst gehouden van grootvorst Constantijn Pavlovitsj nadat hij was overleden aan cholera. Vanaf 1856 werd in de voormalige kloostergebouwen een seminarie ondergebracht.

## Sovjet-periode
Na de Oktoberrevolutie werden kathedraal en seminarie gesloten. In de herfst van 1936 (sommige bronnen spreken van 1934) werd de kathedraal vernietigd. Aan de vernietiging van de kathedraal en twee andere historische kerkgebouwen van Vitebsk nam de hooggeplaatste militair en latere mensenrechtenactivist en oprichter van mensenrechtenorganisaties in Oekraïne en Moskou Pjotr Grigorenko deel, een daad waarover hij later zijn diepe spijt betuigde. Op de plaats van de kathedraal werd een bedrijf gevestigd. Het bedrijfsgebouw werd in de jaren 80 verlaten en in 1998 gesloopt.

## Herbouw
In de vroege jaren 90 werden plannen ontwikkeld voor de herbouw van de kathedraal. Op 26 september 1998 leidde patriarch Aleksi de bouw ceremonieel in. Tijdens de grondwerkzaamheden werden in 2001 resten gevonden van honderden mensen. Waarschijnlijk betroffen het slachtoffers van de NKVD of de Gestapo. Een kruis bij de kerk markeert de plaats waar de stoffelijke resten in 2005 werden herbegraven. Op 28 september 2009 bracht Kirill, patriarch van Moskou en heel Rusland een bezoek aan de kathedraal in aanbouw. De kathedraal kon ten slotte op 30 september 2011 worden gewijd door de patriarchale exarch van Wit-Rusland, metropoliet Filaret.

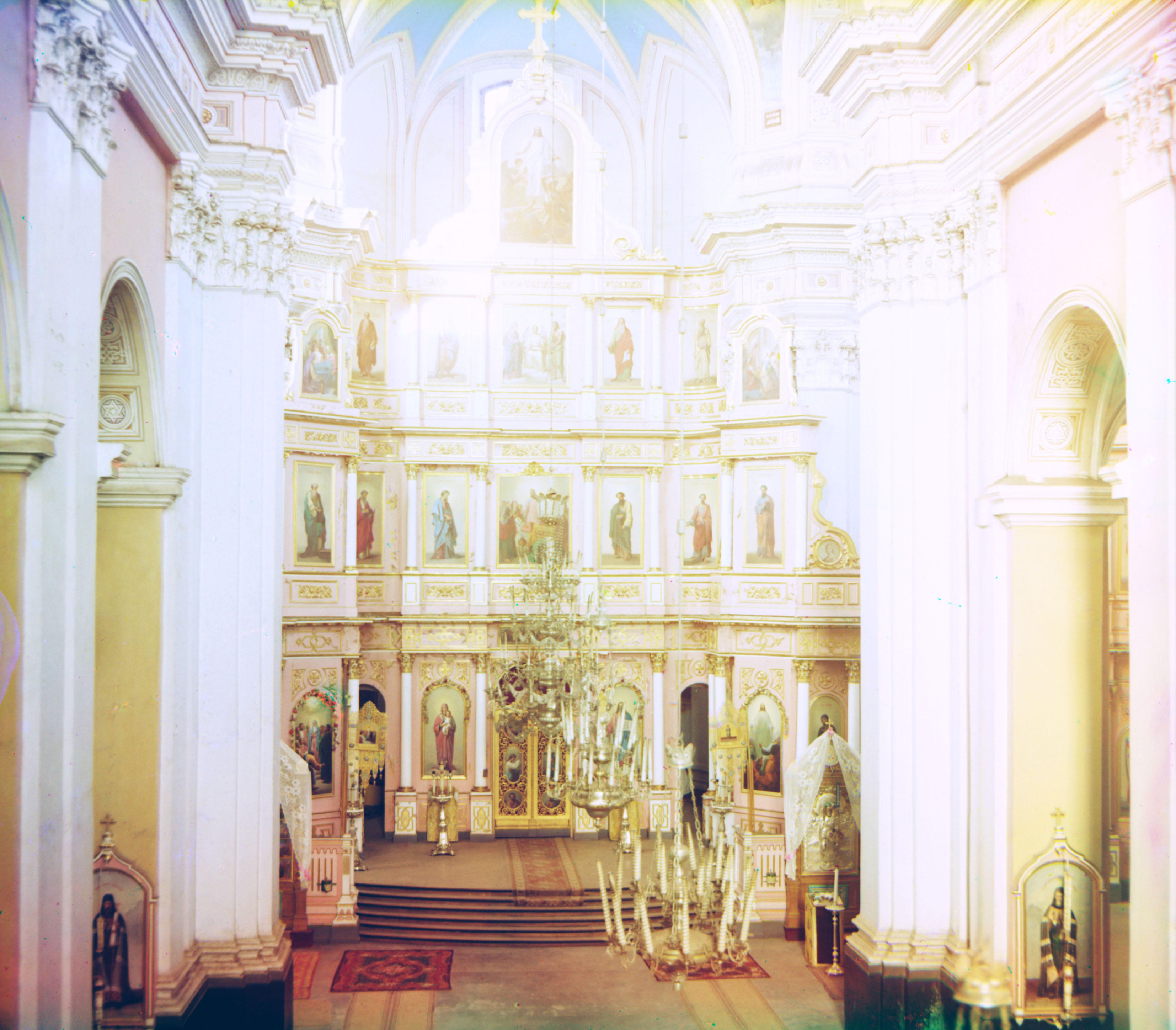
het interieur van de kathedraal in 1911
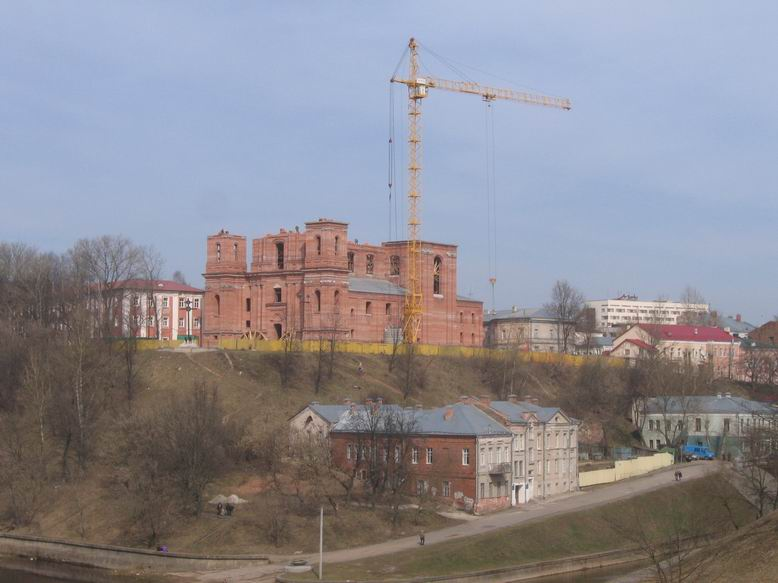
herbouw van de kathedraal (foto 2008)
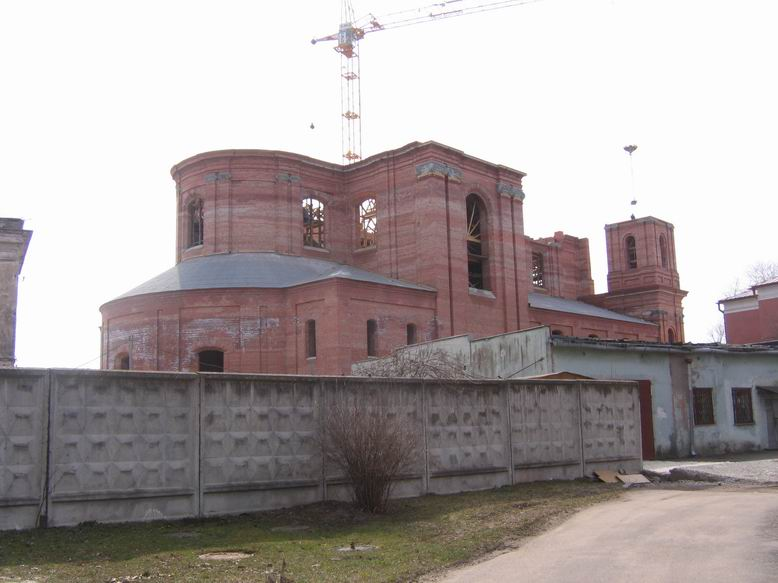
foto van de herbouw